# إلينا من آفالور
إلينا من آفالور (بالإنجليزية:Elena of Avalor) مسلسل رسوم متحركة أمريكي من إنتاج ديزني تيليفشن أنيماشين عرضت الحلقة الأولى في 22 يوليو سنة 2016 على قناة ديزني جونيور.
عرض المسلسل لأول مرة في الشرق الأوسط في 29 أكتوبر سنة 2016 على قناة ديزني الشرق الأوسط.

## القصة
يتابع المسلسل أحداث مغامرات إلينا، أول أميرة لاتينية لديزني من أميرات ديزني (خارج سلسلة أميرات ديزني)، الأميرة إلينا، الأميرة المتوجة لمملكة أفالور بعد وفاة والديها على يد ساحرة شريرة تدعى شيريكي.
تعيش إلينا في العديد من المغامرات والصعاب التي تواجهة في تصريف شؤون الحكم والمملكة، والتي تستعين فيهم بإصدقائها الذين يساندونها من الساحر الشاب ماثيو، أبنه البحار نايومي، أختها إيزابيل، أبن عمها المستشار ستيبان بالإضافة إلى جدها وجدتها.

## الحكاية
لقد أنقذت الأميرة اللاتينية إيلينا مملكتها السحرية، آفالور، من مشعوذة شريرة. ويجب أن تتعلم كيف تحكم المملكة، مغامرات إيلينا تؤدي لها أن تفهم أن دورها الجديد التفكير والمرونة والرحمة، وسمات كل القادة العظام حقا. لأنها تبلغ فقط من العمر 16 سنة.

## النسخة العربية
تمت عملية إخراج الحوار على يد المخرجة آمل عبدالله والتي عملت على عدة مسلسلات أخرى، وتمت ترجمة الحوار وأعداد النص العربي على يد الكاتبة إيمان النجار،
وتمت كتابة الأشعار للأغاني على يد زياد الشريف، وتم أخراج جميع الأغاني على يد المخرجة الموسيقية الكبيرة والمؤدية جيهان الناصر، والتي أدت عدة أدوار تضمنت كالوهان من فيلم رالف المدمر، الصوت الغنائي لإزميرالدا من فيلم أحدب نوتردام والصوت الغنائي لميجارا من فيلم هرقل، الصوت الغنائي والحواري لمذر جوثل من فيلم رابونزل، والصوت الحواري والغنائي لكوكبة من عائلة ميكي ماوس، الغناء المنفرد من سلسلة تنة ورنة، مذيعة الراديو من فيلم مئة مرقش ومرقش، أم دامبو من فيلم دامبو وغيرهم. بداية من الحلقة الحادية عشر أنتقل الإخراج الغنائي للمخرج إيهاب الشاوي.
أختارت جيهان الناصر المطربة اللبنانية الشهيرة هبة الطوجي لأداء أغنية البداية، لكن نظرًا لتأخرها عن تأدية الأغنية تم أختيار رنا عادل كبديل مؤقت،
تمت كتابة كلمات أغنية البداية على يد الكاتب والشاعر ومعد النص عمرو حسني،
لأول أربع حلقات عرضت على قناة ديزني بأغنية مقدمة تم غنائها على يد المغنية رنا عادل، وإخراج المخرجة جيهان الناصر،
بعد ذلك وبدون علمٍ من الستوديوهات المصرية المسئولة عن دبلجة العمل تم تغيير أغنية البداية لأغنية من أداء المطربة هبة الطوجي وإخراج المخرج الموسيقي أسامة الرحباني.
وفي 27 مارس 2017 أعلنت شركة والت ديزني الشرق الأوسط وشمال أفريقيا عبر الفيسبوك وقناة ديزني الشرق الأوسط، اشتراك هبة طوجي في إعادة تأدية أغنية زمني -والتي سجلت سابقًا بصوت خلود عمر- مع ضمها لها في ألبومها الجديد تحت عنوان «هبة طوجي 30».
تمت أعمال الدوبلاج في ستوديو مصرية ميديا للدبلجة والترجمة بمصر.

### المدبلجة
- خلود عمر - الأميرة إلينا
- لمى صبري - إيزابيل (حوار)
- حلى صبرى - إيزايبل (غناء)
- هاني محمود عبد الحي - مستشار إستيبان
- سهير أحمد بدراوي - الجدة لويزا
- هشام سيد الجندي - الجد فرانشيسكو
- رنا عادل - شارة البداية الأولى
- هبة طوجي - شارة البداية الثانية
- طارق ممدوح عبيد - الحارس جايب (حوار)
- زياد الشريف - الحارس جايب
- نهى قيس - كرستينا (غناء)، دونا بالوما (غناء)
- مصطفى البراء علي
- أميرة مؤمن
- يومنة سيد عطوة - نايومي (حوار)(الموسم 1،2)
- أية حمزة - نايومي (حوار) (الموسم3)
- رامي مسعد الطمباري
- هشام الشاذلي - الساحر فيِّرو
- معتز الشاذلي
- ريهام مصطفى - الساحرة أورزابي (غناء)
- محمد أشرف
- وائل شاهين
- إلهامي أمين - الحارس جايب (غناء)
- هيلدا مؤمن
- مروة فرج - لونا
- جيهان الناصر - شيريكي (من فيلم: إلينا وسر مملكة أفالور)
- كمال عطية عمر
- محمد هاني محمود ماتيو (الموسم 1،2)
- نور علي الحجار ماتيو
- رنا عادل
- شادية حسني
- زياد الشريف - الأمير أولنزو (غناء)، شاروكا (غناء)، خوليو، كورال شارة البداية الأولى
- محمد جمال مهران
- أمنية العربي
- أحمد مبارك - الأمير أولنزو (حوار)
- بسنت مسعدة..

## روابط خارجية
- إلينا من آفالور على موقع IMDb (الإنجليزية)
- إلينا من آفالور على موقع روتن توميتوز (الإنجليزية)
- إلينا من آفالور على موقع ميوزك برينز (الإنجليزية)
- إلينا من آفالور على موقع كينوبويسك (الروسية)
- إلينا من آفالور على موقع ألو سيني (الفرنسية)
- إلينا من آفالور على موقع قاعدة بيانات الفيلم (الإنجليزية)